# Un homme par hasard
Un homme par hasard est un téléfilm français réalisé par Édouard Molinaro et diffusé pour la première fois le 6 mai 2003.

## Synopsis
Léa Faber est une jeune femme d'affaires moderne, séduisante et ambitieuse. Lorsqu'elle apprend que sa société de télécommunication va bientôt passer entre les mains d'un nouveau patron, Léa exulte : la promotion est à portée de main !
Pourtant, alors qu'elle se rend au cocktail d'investiture, elle découvre que le nouveau PDG n'est autre que Lecamp-Latour, un homme sinistre, réputé pour sa rigidité morale, sa misogynie et son attachement aux valeurs traditionnelles. De fait, Léa incarne tout ce qu'il méprise.
Obligée de s'adapter au quart de tour, Léa jette son dévolu sur un homme rencontré par hasard : elle demande au pianiste embauché pour la soirée, Yann Le Guenn, de camper le rôle de son fiancé. Ce dernier est un ex-astrophysicien cynique et désenchanté, père de famille divorcé et endetté, doublé d'un musicien talentueux. Face à la détresse de Léa, Yann accepte pourtant sans rechigner de jouer les amoureux transis durant quelques heures.
Les choses se compliquent quand Lecamp-Latour convie Léa et Yann à un week-end dans sa maison de campagne. Pour corser encore la situation, Benoît, ex-amant et rival de Léa, est également de la partie. Si Yann est opposé à la mascarade, il finit par céder, moyennant finances. Alors que Léa s'amourache du pianiste, Yann, bien déterminé à ne pas se faire briser le cœur, lui donne du fil à retordre... Leur duo va provoquer des étincelles !

## Fiche technique
- Scénario : Jacqueline Cauët et Mireille Lanteri
- Assistant réalisateur : Rodolphe Tissot
- Pays :  France
- Production : Arnauld de Battice
- Musique : Anne-Olga De Pass
- Durée : 88 minutes

## Distribution
- Claire Keim : Léa Faber
- Frédéric Diefenthal : Yann Le Guenn
- Philippe Drecq : Lecamp-Latour
- Serge Larivière : Fabrice
- Elisa Maillot : Nathalie
- Pierre Dherte : Benoît
- Muriel Jacobs : Anne
- Eloïse Dogustan : Garance
- Fabienne Loriaux : Adeline
- Muriel Bersy : la conseillère bancaire
- Marcel Dossogne : le réceptionniste